# 原人参二醇
原人参二醇（Protopanaxadiol，PPD）是一种甾体化合物，分子式C
30H
52O
3，具有达玛烷骨架。是人参二醇型人参皂苷的骨架分子。与原人参三醇的不同之处在于，它的6号位没有羟基。
原人参二醇对人体的影响尚不清楚。一项研究表明，它对内皮细胞有迅速的非基因性影响，与糖皮质激素受体及雌激素受体β结合。这项研究还显示，它能使细胞内钙离子浓度增加。
上海中药创新研究中心的“优欣定”产品内为高纯度原人参二醇，号称是首个单分子抗抑郁中药。药物在2023年5月进入III期实验。II期临床实验结果于2024年11月发布。
上中创研的一篇论文描述了此药的口服剂量和IIa期志愿者血浆浓度的线性关系，但未给出半衰期、生物利用率等信息。在大鼠中，本品口服生物利用率约48%，半衰期为6.25小时（作为原人参二、三醇均有的混合提取物喂食）。单独口服时，生物利用率降低到20.7–36.8%。